# ヒデト・コーノ
ヒデト・コーノ（Hideto Kono、漢字: 河野 秀人、1922年5月11日-2004年10月2日）は、アメリカ合衆国の教育者。経営者。軍人。ハワイ州行政官。

## 略歴
広島県からの移民の子息として、1922年、ハワイ島カウマナに生まれる。第二次世界大戦時はアメリカ陸軍に従軍し、日系人部隊である第442連隊戦闘団配属。後に、日本語が流暢であったことから、MISに配属された。
戦時中、硫黄島の戦いなどにおいて通訳として働いた。1965年から1974年の間、Castle & Cooke East Asia Ltd. 社長（東京）。1974年から1983年の間、ジョージ・アリヨシ知事の指名で、ハワイ州産業経済開発・観光局(Department of Business, Economic Development and Tourism) の局長を務めた。1988年から1994年の間、JAIMS|日米経営科学研究所（Japan-America Institute of Management Science: JAIMS)校長。1991年から1992年の間、ハワイ日本文化センター(Japanese Cultural Center of Hawaii: JCCH) の理事長を務めた。2004年に、旅行先のガラパゴス諸島で死去（82歳）。

## 編著書
- Japanese Eyes American Hearts: Personal Reflections of Hawaii's World War II Nisei Soldiers, University of Hawaii Press (1998/10)
  - Introduction
  - Soft Green Soldiers